# Alexei Alexandrowitsch Alipow
Alexei Alexandrowitsch Alipow (russisch Алексей Александрович Алипов; * 7. August 1975 in Moskau, Russische SFSR) ist ein russischer Sportschütze in den Disziplinen Trap und Doppeltrap.

## Erfolge
Alexei Alipow, der für ZSKA Moskau startet, nahm bisher an fünf Olympischen Spielen teil. Bei den Olympischen Spielen 2000 in Sydney belegte er im Trap den neunten Platz und im Doppeltrap, seiner einzigen Olympiateilnahme in dieser Disziplin, den 14. Platz. 2004 in Athen qualifizierte er sich mit dem Olympiarekord von 124 Punkten als Erster für das Finale. Da er in diesem alle 25 Ziele traf, stellte er auch mit der Gesamtpunktzahl von 149 Punkten einen neuen Olympiarekord auf und gewann die Goldmedaille. Vier Jahre darauf beendete er die Qualifikation erneut auf dem Spitzenplatz, verfehlte im Finale jedoch vier Ziele. Mit dem punktgleichen Michael Diamond kam es zum Stechen um die Bronzemedaille, das Alipow gewann, als er das dritte Ziel traf, während Diamond seines verfehlte. Die Spiele 2012 in London schloss er auf dem 13. Platz ab. In Rio de Janeiro verpasste er 2016 als Siebter das Finale.
Bei Weltmeisterschaften gewann Alipow 2003 in Nikosia, 2006 in Zagreb und 2015 in Lonato del Garda mit der Mannschaft den Titel. Zudem sicherte er sich mit ihr 1999 in Tampere Silber und 2001 in Kairo Bronze. Im Einzel wurde er 1999 sowie 2010 in München Vizeweltmeister und gewann 2003 sowie 2013 in Lima Bronze. 2018 belegte er im Mixed in Changwon außerdem den zweiten Platz. Zweimal gehörte Alipow bei Europaspielen zum russischen Kader. 2015 gewann er in Baku die Goldmedaille im Einzel sowie Silber im Mixed. 2019 in Minsk folgte der Gewinn der Bronzemedaille im Mixed.
Alipow ist mit der belarussischen Sportschützin Julija Alipawa verheiratet und hat mit ihr zwei Kinder. Auch sein Vater Alexander Alipow war olympischer Sportschütze.